# Liste der Down-Beat-Poll-Sieger der 1960er Jahre
Dies ist eine Liste der Poll-Gewinner (Leser und Kritiker) der Zeitschrift Down Beat in den 1960er Jahren.

## 1960
Kritiker-Poll:
- Big Band: Duke Ellington
- Akustische Band: Modern Jazz Quartet
- Altsaxophon: Cannonball Adderley
- Tenorsaxophon: Coleman Hawkins
- Baritonsaxophon: Gerry Mulligan
- Trompete: Dizzy Gillespie
- Posaune: J. J. Johnson
- Klarinette: Buddy DeFranco
- Flöte: Frank Wess
- Schlagzeug: Max Roach
- Vibraphon: Milt Jackson
- Bass: Ray Brown
- Gitarre: Kenny Burrell
- Klavier: Thelonious Monk
- Sonstige Instrumente: Julius Watkins (French Horn)
- Arrangeur: Duke Ellington
- Komponist: Duke Ellington
- Männlicher Vokalkünstler: Jimmy Rushing
- Weibliche Vokalkünstlerin: Ella Fitzgerald

Leser-Poll:
- Hall of Fame: Dizzy Gillespie
- Big Band Tanzorchester: Les Brown
- Big Band Jazzorchester: Count Basie
- Combo (Instrumental): Dave Brubeck Quartet
- Vokalgruppe: Lambert, Hendricks & Ross
- Altsaxophon: Cannonball Adderley
- Tenorsaxophon: John Coltrane
- Baritonsaxophon: Gerry Mulligan
- Trompete: Miles Davis
- Posaune: J. J. Johnson
- Klarinette: Buddy DeFranco
- Flöte: Herbie Mann
- Schlagzeug: Shelly Manne
- Vibraphon: Milt Jackson
- Bass: Ray Brown
- Gitarre: Barney Kessel
- Klavier: Oscar Peterson
- Akkordeon: Art Van Damme
- Sonstige Instrumente: Don Elliott, Mellophon
- Komponist und Arrangeur: Gil Evans
- Männlicher Vokalkünstler: Frank Sinatra
- Weibliche Vokalkünstlerin: Ella Fitzgerald

## 1961
Kritiker-Poll:
- Hall of Fame: Coleman Hawkins
- Big Band: Duke Ellington
- Akustische Band: Modern Jazz Quartet
- Altsaxophon: Cannonball Adderley
- Tenorsaxophon: John Coltrane
- Baritonsaxophon: Gerry Mulligan
- Trompete: Dizzy Gillespie
- Posaune: J. J. Johnson
- Klarinette: Buddy DeFranco
- Flöte: Frank Wess
- Schlagzeug: Max Roach
- Vibraphon: Milt Jackson
- Bass: Ray Brown
- Gitarre: Wes Montgomery
- Klavier: Thelonious Monk
- Sonstige Instrumente: Julius Watkins (French Horn)
- Arrangeur: Duke Ellington
- Komponist: Duke Ellington
- Männlicher Vokalkünstler: Ray Charles
- Weibliche Vokalkünstlerin: Ella Fitzgerald

Leser-Poll:
- Hall of Fame: Billie Holiday
- Big Band Tanzorchester: Les Brown
- Big Band Jazzorchester: Count Basie
- Combo (Instrumental): Modern Jazz Quartet
- Vokalgruppe: Lambert, Hendricks & Ross
- Altsaxophon: Cannonball Adderley
- Tenorsaxophon: John Coltrane
- Baritonsaxophon: Gerry Mulligan
- Trompete: Miles Davis
- Posaune: J. J. Johnson
- Klarinette: Buddy DeFranco
- Flöte: Herbie Mann
- Schlagzeug: Max Roach
- Vibraphon: Milt Jackson
- Bass: Ray Brown
- Gitarre: Wes Montgomery
- Klavier: Oscar Peterson
- Sonstige Instrumente: John Coltrane, Sopransaxophon
- Komponist und Arrangeur: Gil Evans
- Männlicher Vokalkünstler: Frank Sinatra
- Weibliche Vokalkünstlerin: Ella Fitzgerald

## 1962
Kritiker-Poll:
(in Klammern Artist deserving wider recognition)
- Hall of Fame: Bix Beiderbecke
- Jazz Big Band: Duke Ellington (Terry Gibbs)
- Jazz-Combo: Miles Davis (Al Grey, Billy Mitchell)
- Altsaxophon: Johnny Hodges (Leo Wright)
- Tenorsaxophon: Sonny Rollins (Wayne Shorter)
- Baritonsaxophon: Gerry Mulligan (Cecil Payne)
- Trompete: Dizzy Gillespie (Don Ellis)
- Posaune: J. J. Johnson (David Baker)
- Klarinette: Pee Wee Russell (Jimmy Hamilton)
- Flöte: Frank Wess (Eric Dolphy)
- Schlagzeug: Philly Joe Jones (Roy Haynes)
- Vibraphon: Milt Jackson (Walt Dickerson)
- Bass: Ray Brown (Art Davis)
- Gitarre: Wes Montgomery (Grant Green)
- Klavier: Bill Evans (Pianist) (Cecil Taylor)
- Sonstige Instrumente: John Coltrane (Roland Kirk)
- Arrangeur/Komponist: Duke Ellington (Oliver Nelson)
- Vokalgruppe: Lambert, Hendricks & Ross (Staple Singers)
- Männlicher Vokalkünstler: Ray Charles (Lightnin’ Hopkins)
- Weibliche Vokalkünstlerin: Ella Fitzgerald (Abbey Lincoln)

Leser-Poll:
- Hall of Fame: Miles Davis
- Big Band Tanzorchester: Count Basie
- Big Band Jazzorchester: Duke Ellington
- Combo (Instrumental): Dave Brubeck
- Vokalgruppe: Lambert, Hendricks & Ross
- Altsaxophon: Paul Desmond
- Tenorsaxophon: Stan Getz
- Baritonsaxophon: Gerry Mulligan
- Trompete: Miles Davis
- Posaune: J. J. Johnson
- Klarinette: Buddy DeFranco
- Flöte: Herbie Mann
- Schlagzeug: Joe Morello
- Vibraphon: Milt Jackson
- Bass: Ray Brown
- Gitarre: Wes Montgomery
- Klavier: Oscar Peterson
- Sonstige Instrumente: Jimmy Smith, Orgel
- Komponist und Arrangeur: Gil Evans
- Männlicher Vokalkünstler: Frank Sinatra
- Weibliche Vokalkünstlerin: Ella Fitzgerald

## 1963
Kritiker-Poll:
(in Klammern Artist deserving wider recognition)
- Hall of Fame: Jelly Roll Morton
- Jazz Big Band: Duke Ellington (Gerald Wilson)
- Jazz-Combo: Miles Davis (Clark Terry, Bob Brookmeyer)
- Altsaxophon: Johnny Hodges (Jackie McLean)
- Tenorsaxophon: Sonny Rollins (Dexter Gordon)
- Baritonsaxophon: Gerry Mulligan (Jay Cameron)
- Trompete: Dizzy Gillespie (Don Cherry)
- Posaune: J. J. Johnson (Roswell Rudd)
- Klarinette: Pee Wee Russell (Phil Woods)
- Flöte: Frank Wess (Roland Kirk)
- Schlagzeug: Elvin Jones (Pete LaRoca)
- Vibraphon: Milt Jackson (Dave Pike)
- Bass: Charles Mingus (Gary Peacock)
- Gitarre: Wes Montgomery (Grant Green)
- Klavier: Bill Evans (Pianist) (McCoy Tyner)
- Sonstige Instrumente: John Coltrane (Eric Dolphy)
- Arrangeur/Komponist: Duke Ellington (Gary McFarland)
- Vokalgruppe: Lambert, Hendricks & Ross (The Stars of Faith)
- Männlicher Vokalkünstler: Ray Charles (Mark Murphy)
- Weibliche Vokalkünstlerin: Ella Fitzgerald (Sheila Jordan)

Leser-Poll:
- Hall of Fame: Thelonious Monk
- Big Band Tanzorchester: Count Basie
- Big Band Jazzorchester: Duke Ellington
- Combo (Instrumental): Dave Brubeck
- Vokalgruppe: Lambert, Hendricks & Ross
- Altsaxophon: Paul Desmond
- Tenorsaxophon: Stan Getz
- Baritonsaxophon: Gerry Mulligan
- Trompete: Miles Davis
- Posaune: J. J. Johnson
- Klarinette: Buddy DeFranco
- Flöte: Herbie Mann
- Schlagzeug: Joe Morello
- Vibraphon: Milt Jackson
- Bass: Ray Brown
- Gitarre: Charlie Byrd
- Klavier: Oscar Peterson
- Sonstige Instrumente: Roland Kirk (Manzello, Stritch), Jimmy Smith, Orgel
- Komponist und Arrangeur: Duke Ellington
- Männlicher Vokalkünstler: Ray Charles
- Weibliche Vokalkünstlerin: Ella Fitzgerald

## 1964
Kritiker-Poll:
(in Klammern Artist deserving wider recognition)
- Hall of Fame: Art Tatum
- Jazz Big Band: Duke Ellington (Harry James)
- Jazz-Combo: Thelonious Monk (Art Farmer)
- Altsaxophon: Johnny Hodges (Jimmy Woods)
- Tenorsaxophon: John Coltrane (Booker Ervin)
- Baritonsaxophon: Gerry Mulligan (Charles Davis (Saxophonist))
- Trompete: Miles Davis (Carmell Jones)
- Posaune: J. J. Johnson (Grachan Moncur III)
- Klarinette: Pee Wee Russell (Bill Smith)
- Flöte: Frank Wess (Yusef Lateef)
- Schlagzeug: Elvin Jones (Tony Williams)
- Vibraphon: Milt Jackson (Bobby Hutcherson)
- Bass: Charles Mingus (Steve Swallow)
- Gitarre: Jim Hall (Gábor Szabó)
- Klavier: Bill Evans (Pianist) (Don Friedman)
- Orgel: Jimmy Smith (Freddie Roach)
- Sonstige Instrumente: Roland Kirk (Yusef Lateef)
- Arrangeur/Komponist: Duke Ellington (Gerald Wilson)
- Vokalgruppe: Double Six of Paris (Swingle Singers)
- Männlicher Vokalkünstler: Ray Charles (Muddy Waters)
- Weibliche Vokalkünstlerin: Ella Fitzgerald (Jeanne Lee)

Leser-Poll:
- Hall of Fame: Eric Dolphy
- Big Band Tanzorchester: Count Basie
- Big Band Jazzorchester: Duke Ellington
- Combo (Instrumental): Dave Brubeck
- Vokalgruppe: Double Six of Paris
- Altsaxophon: Paul Desmond
- Tenorsaxophon: John Coltrane
- Baritonsaxophon: Gerry Mulligan
- Trompete: Miles Davis
- Posaune: J. J. Johnson
- Klarinette: Jimmy Giuffre
- Flöte: Herbie Mann
- Schlagzeug: Joe Morello
- Vibraphon: Milt Jackson
- Bass: Charles Mingus
- Gitarre: Jim Hall
- Klavier: Bill Evans (Pianist)
- Sonstige Instrumente: Roland Kirk (Manzello, Stritch), John Coltrane, Sopransaxophon
- Komponist und Arrangeur: Duke Ellington
- Männlicher Vokalkünstler: Ray Charles
- Weibliche Vokalkünstlerin: Ella Fitzgerald

## 1965
Kritiker-Poll:
(in Klammern Artist deserving wider recognition)
- Hall of Fame: Earl Hines
- Jazz Big Band: Duke Ellington (Johnny Dankworth)
- Jazz-Combo: Miles Davis (Al Cohn -Zoot Sims)
- Altsaxophon: Johnny Hodges (Charlie Mariano)
- Tenorsaxophon: John Coltrane (Archie Shepp)
- Baritonsaxophon: Harry Carney (Jerome Richardson)
- Trompete: Miles Davis (Johnny Coles)
- Posaune: J. J. Johnson (Albert Mangelsdorff)
- Klarinette: Pee Wee Russell (Paul Horn)
- Flöte: Roland Kirk (James Moody)
- Schlagzeug: Elvin Jones (Alan Dawson, Dannie Richmond)
- Vibraphon: Milt Jackson (Gary Burton)
- Bass: Charles Mingus (Ron Carter)
- Gitarre: Jim Hall (Bola Sete)
- Klavier: Bill Evans (Pianist) (Andrew Hill)
- Orgel: Jimmy Smith (John Patton)
- Sonstige Instrumente: Roland Kirk (Stuff Smith)
- Arrangeur: Gil Evans (Clare Fischer)
- Komponist: Duke Ellington (Ornette Coleman)
- Vokalgruppe: Double Six of Paris
- Männlicher Vokalkünstler: Louis Armstrong (Johnny Hartman)
- Weibliche Vokalkünstlerin: Ella Fitzgerald (Cleo Laine)
- Album des Jahres: John Coltrane A Love Supreme (Impulse!)

Leser-Poll:
- Hall of Fame: John Coltrane
- Jazzmusiker des Jahres: John Coltrane
- Album des Jahres: John Coltrane A Love Supreme
- Big Band Tanzorchester: Count Basie
- Big Band Jazzorchester: Duke Ellington
- Combo (Instrumental): Dave Brubeck
- Vokalgruppe: Double Six of Paris
- Altsaxophon: Paul Desmond
- Tenorsaxophon: John Coltrane
- Baritonsaxophon: Gerry Mulligan
- Trompete: Miles Davis
- Posaune: J. J. Johnson
- Klarinette: Jimmy Giuffre
- Flöte: Herbie Mann
- Schlagzeug: Elvin Jones
- Vibraphon: Milt Jackson
- Bass: Charles Mingus
- Gitarre: Jim Hall
- Klavier: Oscar Peterson
- Sonstige Instrumente: Roland Kirk (Manzello, Stritch)
- Komponist: Duke Ellington
- Arrangeur: Gil Evans
- Männlicher Vokalkünstler: Frank Sinatra
- Weibliche Vokalkünstlerin: Ella Fitzgerald

## 1966
Kritiker-Poll:
(in Klammern Artist deserving wider recognition)
- Hall of Fame: Charlie Christian
- Jazz Big Band: Duke Ellington (Thad Jones, Mel Lewis)
- Jazz-Combo: Miles Davis (Denny Zeitlin)
- Altsaxophon: Johnny Hodges (John Handy, John Tchicai)
- Tenorsaxophon: John Coltrane (Charles Lloyd)
- Baritonsaxophon: Harry Carney (Ronnie Cuber)
- Trompete: Miles Davis (Ted Curson)
- Posaune: J. J. Johnson (Buster Cooper)
- Klarinette: Pee Wee Russell (Edmond Hall)
- Flöte: Roland Kirk (Charles Lloyd)
- Schlagzeug: Elvin Jones (Sunny Murray)
- Vibraphon: Milt Jackson (Roy Ayers)
- Bass: Charles Mingus (Richard Davis)
- Gitarre: Wes Montgomery (René Thomas)
- Klavier: Earl Hines (Jaki Byard)
- Orgel: Jimmy Smith (Larry Young)
- Sonstige Instrumente: Roland Kirk (Manzello, Stritch) (Jean-Luc Ponty)
- Arrangeur: Gil Evans (Rod Levitt)
- Komponist: Duke Ellington (Carla Bley)
- Vokalgruppe: Double Six of Paris
- Männlicher Vokalkünstler: Louis Armstrong (Lou Rawls)
- Weibliche Vokalkünstlerin: Ella Fitzgerald (Carol Sloane)
- Album des Jahres: Ornette Coleman At the Golden Circle Vol. 1 (Blue Note)
- Reissue des Jahres: Billie Holiday Golden Years Vol. 2 (Columbia)

Leser-Poll:
- Hall of Fame: Bud Powell
- Jazzmusiker des Jahres: Ornette Coleman
- Album des Jahres: Ornette Coleman At the Golden Circle, Vol. 1
- Big Band: Duke Ellington
- Combo (Instrumental): Miles Davis
- Vokalgruppe: Double Six of Paris
- Altsaxophon: Paul Desmond
- Tenorsaxophon: John Coltrane
- Baritonsaxophon: Gerry Mulligan
- Trompete: Miles Davis
- Posaune: J. J. Johnson
- Klarinette: Buddy DeFranco
- Flöte: Herbie Mann
- Schlagzeug: Elvin Jones
- Vibraphon: Milt Jackson
- Bass: Ray Brown
- Gitarre: Wes Montgomery
- Klavier: Oscar Peterson
- Orgel: Jimmy Smith
- Sonstige Instrumente: Roland Kirk (Manzello, Stritch)
- Komponist: Duke Ellington
- Arrangeur: Gil Evans
- Männlicher Vokalkünstler: Frank Sinatra
- Weibliche Vokalkünstlerin: Ella Fitzgerald

## 1967
Kritiker-Poll:
(in Klammern Artist deserving wider recognition)
- Hall of Fame: Bessie Smith
- Jazz Big Band: Duke Ellington (Don Ellis)
- Jazz-Combo: Miles Davis (Charles Lloyd)
- Altsaxophon: Ornette Coleman (Charles McPherson)
- Tenorsaxophon: Sonny Rollins (Joe Henderson)
- Baritonsaxophon: Harry Carney (Pepper Adams)
- Trompete: Miles Davis (Jimmy Owens)
- Posaune: J. J. Johnson (Garnett Brown)
- Klarinette: Pee Wee Russell (Perry Robinson)
- Flöte: James Moody (Jeremy Steig)
- Schlagzeug: Elvin Jones (Milford Graves)
- Vibraphon: Milt Jackson (Tommy Vig)
- Bass: Richard Davis (David Izenzon)
- Gitarre: Wes Montgomery (George Benson, Jimmy Raney)
- Klavier: Earl Hines (Keith Jarrett)
- Orgel: Jimmy Smith (Don Patterson)
- Sonstige Instrumente: Roland Kirk (Manzello, Stritch) (Michael White, viol)
- Arrangeur: Duke Ellington (Thad Jones)
- Komponist: Duke Ellington (Herbie Hancock)
- Vokalgruppe: Double Six of Paris
- Männlicher Vokalkünstler: Louis Armstrong (Richard Boone)
- Weibliche Vokalkünstlerin: Ella Fitzgerald (Lorez Alexandria)
- Album des Jahres: Duke Ellington The popular Duke Ellington (RCA), Miles Davis Miles Smiles (Columbia)
- Reissue des Jahres: Things ain’t what they used to be, Ellington Groups-RCA (Hodges-Stewart)

Leser-Poll:
- Hall of Fame: Billy Strayhorn
- Jazzmusiker des Jahres: Charles Lloyd
- Album des Jahres: Miles Davis Miles Smiles
- Big Band: Duke Ellington
- Combo (Instrumental): Miles Davis
- Vokalgruppe, Rockband: The Beatles
- Altsaxophon: Paul Desmond
- Tenorsaxophon: Stan Getz
- Baritonsaxophon: Gerry Mulligan
- Trompete: Miles Davis
- Posaune: J. J. Johnson
- Klarinette: Buddy DeFranco
- Flöte: Herbie Mann
- Schlagzeug: Buddy Rich
- Vibraphon: Milt Jackson
- Bass: Ray Brown
- Gitarre: Wes Montgomery
- Klavier: Oscar Peterson
- Orgel: Jimmy Smith
- Sonstige Instrumente: Roland Kirk (Manzello, Stritch)
- Komponist: Duke Ellington
- Arrangeur: Oliver Nelson
- Männlicher Vokalkünstler: Lou Rawls
- Weibliche Vokalkünstlerin: Ella Fitzgerald

## 1968
Kritiker-Poll:
- Hall of Fame: Sidney Bechet, Fats Waller
- Jazz-Album des Jahres: Duke Ellington Far East Suite
- Big Band: Duke Ellington
- Akustische Band: Miles Davis
- Altsaxophon: Johnny Hodges
- Tenorsaxophon: Sonny Rollins
- Baritonsaxophon: Harry Carney
- Trompete: Miles Davis
- Posaune: J. J. Johnson
- Klarinette: Pee Wee Russell
- Flöte: James Moody
- Schlagzeug: Elvin Jones
- Vibraphon: Milt Jackson
- Bass: Richard Davis
- Gitarre: Kenny Burrell
- Klavier: Bill Evans (Pianist)
- Sonstige Instrumente: Jean-Luc Ponty, Violine
- Arrangeur: Duke Ellington
- Komponist: Duke Ellington
- Männlicher Vokalkünstler: Louis Armstrong, Ray Charles
- Weibliche Vokalkünstlerin: Ella Fitzgerald
- Blues Gruppe: Muddy Waters
- Reissue des Jahres: Johnny Hodges Hodge Podge

Leser-Poll:
- Hall of Fame: Wes Montgomery
- Jazzmusiker des Jahres: Gary Burton
- Album des Jahres: Don Ellis Electric Bath
- Big Band: Duke Ellington
- Combo (Instrumental): Miles Davis
- Rock/Pop/Bluesband: The Beatles
- Altsaxophon: Paul Desmond
- Tenorsaxophon: Stan Getz
- Baritonsaxophon: Gerry Mulligan
- Trompete: Miles Davis
- Posaune: J. J. Johnson
- Klarinette: Pee Wee Russell
- Flöte: Herbie Mann
- Schlagzeug: Elvin Jones
- Vibraphon: Gary Burton
- Bass: Richard Davis
- Gitarre: Kenny Burrell
- Klavier: Herbie Hancock
- Orgel: Jimmy Smith
- Sonstige Instrumente: Roland Kirk (Manzello, Stritch)
- Komponist: Duke Ellington
- Arrangeur: Oliver Nelson
- Männlicher Vokalkünstler: Ray Charles
- Weibliche Vokalkünstlerin: Ella Fitzgerald

## 1969
Kritiker-Poll:
- Hall of Fame: Pee Wee Russell, Jack Teagarden
- Jazz-Album des Jahres: Duke Ellington … And His Mother Called Him Bill
- Big Band: Duke Ellington
- Akustische Band: Miles Davis
- Altsaxophon: Johnny Hodges
- Tenorsaxophon: Sonny Rollins
- Baritonsaxophon: Harry Carney
- Trompete: Miles Davis
- Posaune: J. J. Johnson
- Klarinette: Jimmy Hamilton
- Flöte: James Moody
- Schlagzeug: Elvin Jones
- Vibraphon: Bobby Hutcherson
- Bass: Richard Davis
- Gitarre: Kenny Burrell
- Klavier: Earl Hines
- Sonstige Instrumente: Jean-Luc Ponty, Violine
- Arrangeur: Duke Ellington
- Komponist: Duke Ellington
- Männlicher Vokalkünstler: Ray Charles
- Weibliche Vokalkünstlerin: Ella Fitzgerald
- Blues Gruppe: Muddy Waters
- Reissue des Jahres: Louis Armstrong V.S.O.P. Vol. 1

Leser-Poll:
- Hall of Fame: Ornette Coleman
- Jazzmusiker des Jahres: Miles Davis
- Album des Jahres: Miles Davis Filles de Killimanjaro
- Big Band: Duke Ellington
- Combo (Instrumental): Miles Davis
- Rock/Pop/Bluesband: Blood, Sweat & Tears
- Altsaxophon: Cannonball Adderley
- Tenorsaxophon: Stan Getz
- Baritonsaxophon: Gerry Mulligan
- Sopransaxophon: Joe Farrell
- Trompete: Miles Davis
- Posaune: J. J. Johnson
- Klarinette: Jimmy Hamilton
- Flöte: Herbie Mann
- Schlagzeug: Elvin Jones
- Vibraphon: Gary Burton
- Bass: Richard Davis
- Gitarre: Kenny Burrell
- Klavier: Herbie Hancock
- Orgel: Jimmy Smith
- Sonstige Instrumente: Roland Kirk (Manzello, Stritch)
- Komponist: Duke Ellington
- Arrangeur: Duke Ellington
- Männlicher Vokalkünstler: Ray Charles
- Weibliche Vokalkünstlerin: Ella Fitzgerald